# Павленко, Ростислав Николаевич
Ростисла́в Никола́евич Павле́нко (укр. Ростислав Миколайович Павленко; род. 19 августа 1976, Севастополь, Украинская ССР, СССР) — украинский политический деятель, политолог, преподаватель. Депутат Верховной рады VII, VIII, IX созывов. Заместитель Главы администрации президента Украины Петра Порошенко (декабрь 2014 — июль 2018).

## Биография
В 1993 году окончил среднюю школу № 57 в Киеве. В 1997 году окончил факультет общественных наук Национального университета «Киево-Могилянская академия» по специальности политология, бакалавр. В 1998 году окончил Центрально-Европейский университет по той же специальности, магистр. Кандидат политических наук (2002), доцент (2004). Тема диссертации: «Парламентская ответственность правительства: мировой и украинский опыт» (2001).
В 1996—1998 годах был экспертом по вопросам политики информационно-аналитического отдела Ассоциации молодых украинских политологов и политики. С июля по декабрь 1998 года работал помощником-консультантом народного депутата Украины в секретариате Верховной рады.
С ноября 2000 по апрель 2005 года — старший преподаватель, доцент, заведующий кафедрой политологии факультета социальных наук и социальных технологий Национального университета «Киево-Могилянская академия».
В апреле 2005 года стал руководителем главной аналитической службы секретариата президента Украины, в январе 2006 года возглавил службу ситуативного анализа секретариата президента Украины. Уволился из-за конфликта с новым главой секретариата Виктором Балогой, который заподозрил Павленко в положительном отношении к БЮТ и лично к Юлии Тимошенко.
В январе — июле 2009 года работал директором Фонда социальных стратегий, после чего стал руководителем службы анализа и оперативного реагирования секретариата президента Украины.
С декабря 2010 по декабрь 2012 года был докторантом Национального университета «Киево-Могилянская академия».
С декабря 2012 по январь 2015 года был народным депутатом Украины в Верховной раде VII и VIII созывов. Большой резонанс в этот период вызвали поправки в законопроект об антикоррупционном бюро, которые внесли Ростислав Павленко и депутат от «Батькивщины» Сергей Пашинский. По мнению представителей Центра противодействия коррупции, эти изменения лишили орган политической независимости. Было отменено обязательное прохождение полиграфа при приёме на работу в бюро, порядок выплаты заработной платы сотрудникам (отменён минимальный порог в 18 тыс. гривен), а также изменена процедура смены главы ведомства, которого стало возможным поменять простым большинством при голосовании в Верховной раде.
С июля 2014 года одновременно работал внештатным советником президента Украины. В декабре того же года назначен заместителем главы Администрации президента Украины. По версии украинских журналистов, Павленко лично занимался поддержанием имиджа президента Петра Порошенко, постоянно ведя мониторинг СМИ и соцсетей, а обо всех критических материалах докладывая главе государства. Считается также, что Павленко координировал лоббистскую работу украинского правительства по предоставлению автокефалии Украинской православной церкви.
В июле 2018 года ушёл в отставку из Администрации президента Украины и был назначен директором Института стратегических исследований при президенте. Является помощником президента Украины Петра Порошенко. Занимался вопросами, связанные с предоставлением автокефалии православной церкви на Украине. Павленко неоднократно посещал Фанар и якобы работал над всеми документами совместно с сотрудниками Константинопольской патриархии.
1 ноября 2018 года включён в санкционный список России.
Участвовала в досрочных парламентских выборах 2019 года от партии «Европейская солидарность» (18 место в партийном списке).
Государственный служащий 1-го ранга (2010).

## Доходы
По данным электронной декларации, в 2015 году Павленко заработал около 217 тыс. гривен. Супруга заработала 21,2 тыс. гривен по официальному месту работы и 613,3 тыс. гривен от предпринимательской деятельности. Также у неё на счетах числилось 109 тыс. гривен, а у каждого из супругов было по 90 тыс. долларов наличных средств. Павленко задекларировал земельный участок площадью 2 тыс. м² в селе Шпитьки Киево-Святошинского района Киевской области и квартиру супруги в Киеве площадью 43 м². В селе Вита-Почтовая у замглавы администрации президента был недостроенный дом.
Позже, в конце 2016 года, на сайте Национального агентства по предотвращению коррупции была опубликована информация о том, что Павленко приобрёл в Киеве квартиру за 5 091 450 гривен.

## Награды
- Орден Свободы (22 января 2019) — за значительный личный вклад в государственное строительство, укрепление национальной безопасности, социально-экономическое, научно-техническое, культурно-образовательное развитие Украинского государства, весомые трудовые достижения, многолетний добросовестный труд

## Семья
Супруга — Елена Михайловна Павленко, кандидат политических наук. Президент DiXi Grouр, основатель сайта «Украинская энергетика», заместитель председателя «Многосторонней группы заинтересованных лиц» по имплементации на Украине Инициативы прозрачности добывающих отраслей. Член Руководящего комитета PWYP, представитель Евразии.